# Sarangani
Sarangani (Bayan ng Sarangani) är en kommun i Filippinerna. Kommunen ligger på ön Mindanao, och tillhör provinsen Davao Occidental. Folkmängden uppgår till 18 391 invånare.
Sarangani är indelat i 12 barangayer.